# Constitution gabonaise de 1991
Pour les articles homonymes, voir Constitution du Gabon.
Constitution de 2024
La Constitution du Gabon est l'ancienne loi fondamentale du Gabon. Elle a été révisée le 11 janvier 2018 pour amender la Constitution de 1991, déjà révisée en 2003 et 2011. La Constitution de 1991 faisait elle-même suite à celle de 1961. Elle a ensuite été révisée pour la dernière fois en 2023, avant d'être abolie en 2024, pour être remplacée par une nouvelle constitution.

## Historique
Cette constitution est adoptée en mars 1991 par voie parlementaire après une conférence nationale ayant acté le retour au multipartisme.

## Réformes

### 2018
La sévère remise en cause du scrutin de 2016 aussi bien à l'intérieur du pays qu'à l'international conduit Ali Bongo à chercher à se redonner une légitimité en organisant le dialogue national d'Angondjé entre le gouvernement et une partie de l'opposition du 28 mars au 26 mai 2017. Le dialogue aboutit à la formation d'un gouvernement d'union nationale et la mise en place de plusieurs réformes politiques et institutionnelles,,.Reportées depuis deux ans, les élections législatives gabonaises de 2018 sont ainsi organisées au scrutin uninominal majoritaire à deux tours au lieu d'un, et le nombre de députés augmenté de 120 à 150. L'âge plancher de 40 ans pour être candidat à l'élection présidentielle est supprimé au profit du seul âge de la majorité (18 ans), tandis que l'élection présidentielle passe également au scrutin à deux tours. La Commission électorale nationale autonome et permanente (Cenap) est remplacée par un Centre gabonais des élections (CGE), dont le président  n'est plus nommé par la Cour constitutionnelle. Le ministère de l’Intérieur voit son rôle réduit, le CGE récupérant la mission d’annoncer les résultats électoraux. De même, les neuf juges de la Cour constitutionnelle ne disposent plus que d’un mandat unique de neuf ans, en lieu et place de mandats de sept ans renouvelables,. Très controversée pour son rôle dans l'annonce des résultats de 2016 malgré son concubinage passé avec le président de la république avec qui elle a eu deux enfants, Marie-Madeleine Mborantsuo doit à terme céder la présidence de la cour constitutionnelle.

### 2023
Le gouvernement procède peu après l'annonce de la candidature du président sortant à une nouvelle révision de la Constitution, une démarche facilitée par la détention par le Parti démocratique gabonais de la majorité qualifiée des deux tiers des membres de l'Assemblée nationale,.
Après une nouvelle concertation politique avec l'opposition — qu'une grande partie boycotte à nouveau — du 13 au 23 février, le gouvernement d'Ali Bongo se félicite d'un « consensus » et entreprend ainsi de rétablir le scrutin uninominal majoritaire à un tour pour les élections présidentielle, législatives, sénatoriales, départementales et municipales, et de faire coïncider le calendrier électoral de ces scrutins en réduisant la durée du mandat présidentiel de sept à cinq ans, tout en entérinant le caractère illimité du nombre de réélection possible de l'ensemble des élus, dont le président de la République. L'âge minimum de candidature est par ailleurs relevé de 18 à 30 ans pour le président, et abaissé de 40 à 35 ans pour les sénateurs,,,. Les élections législatives, départementales et municipales sont ainsi organisées en même temps que l'élection présidentielle le 26 août 2023,.
Le retour à un scrutin en un tour avant même que le passage à deux tours voté cinq ans plus tôt n'ait pu être appliqué lors d'une élection présidentielle est vivement critiqué par l'opposition. Un tel mode de scrutin favorise en effet le président sortant, à moins d'une candidature commune de l'ensemble de l'opposition. Au moment de la révision, cette dernière se trouve au contraire particulièrement désunie entre partisans d'une poursuite des appels à reconnaître Jean Ping comme président légitime et ceux désirant « tourner la page » de la présidentielle de 2016.

## Sources